# Henri Paul Jules Tutein Nolthenius
Henri Paul Jules Tutein Nolthenius (Deventer, 9 maart 1861 - Epse, 8 december 1930) was  adelborst bij de Koninklijke Marine van 1877 tot 1884, burgemeester van Vlissingen (1888-97) en Apeldoorn (1897-1910), president-directeur van het Koninklijk Lokaalspoor Hattem-Apeldoorn-Dieren.
Ook Henri's vader, Peter Marius Tutein Nolthenius, was burgemeester van Apeldoorn. G.E.H. Tutein Nolthenius, een zoon van Henri, werd burgemeester van Waardenburg.